# Гладун, Анатолий Деомидович
Анато́лий Деоми́дович Гладу́н (21 января 1935 — 15 января 2020) — бывший заведующий кафедрой общей физики Московского физико-технического института, доктор физико-математических наук, профессор. Главный редактор образовательного журнала для старшеклассников и учителей «Потенциал». Заместитель Главного редактора журнала «Физическое образование в вузах». Руководитель учебно-научной лаборатории «Нанооптика и фемтосекундная электроника». Заслуженный профессор МФТИ (2007)

## Научные труды
- Элементы релятивистской механики : Учеб. пос. … по направлению «Прикл. математика и физика» / А. Д. Гладун; М.: МФТИ, 2003. — 46 с. : ил.; 21 см; ISBN 5-7417-0224-4
- Лекции по общей физике. Строение вещества : учеб. пос. / А. Д. Гладун. — Москва: МФТИ, 2007. — 20 см. Ч. 1. — 2007. — 127 с.: ил.; ISBN 5-7417-0177-9

редакторская деятельность
- Лабораторный практикум по общей физике : т. 1. Термодинамика и молекулярная физика / под ред. А. Д. Гладуна : учебное пособие : 3 т. / [А. Д. Гладун и др.]. — 2-е изд., испр. — Москва : МФТИ, 2007. — 291 с.; 22 см; ISBN 5-7417-0200-7
- Лабораторный практикум по общей физике : Т. 2. Электричество и магнетизм : учеб. пос.: в 3 томах / под ред. А. Д. Гладуна. — Москва : МФТИ, 2007. — 264, 16 с. : ил., табл.; 22 см; ISBN 5-7417-0200-7

Педагогические раздумья
- Педагогические раздумья физика / А. Д. Гладун. — Москва : МФТИ, 2005. — 104 с. : ил.; 21 см; ISBN 5-7417-0146-9